# Anomala cerea
Anomala cerea är en skalbaggsart som beskrevs av Gilbert John Arrow 1906. Anomala cerea ingår i släktet Anomala och familjen Rutelidae. Inga underarter finns listade i Catalogue of Life.